# 流浪貓
流浪貓也稱為街貓或野貓，多為混種貓，是指一些脱离人类馴養生活的家貓以及其後代，家猫、野猫、流浪猫在部份地区（如澳大利亚）被当地政府视为入侵物种。波兰一家国立研究院也将家猫列入当地入侵物种数据库。

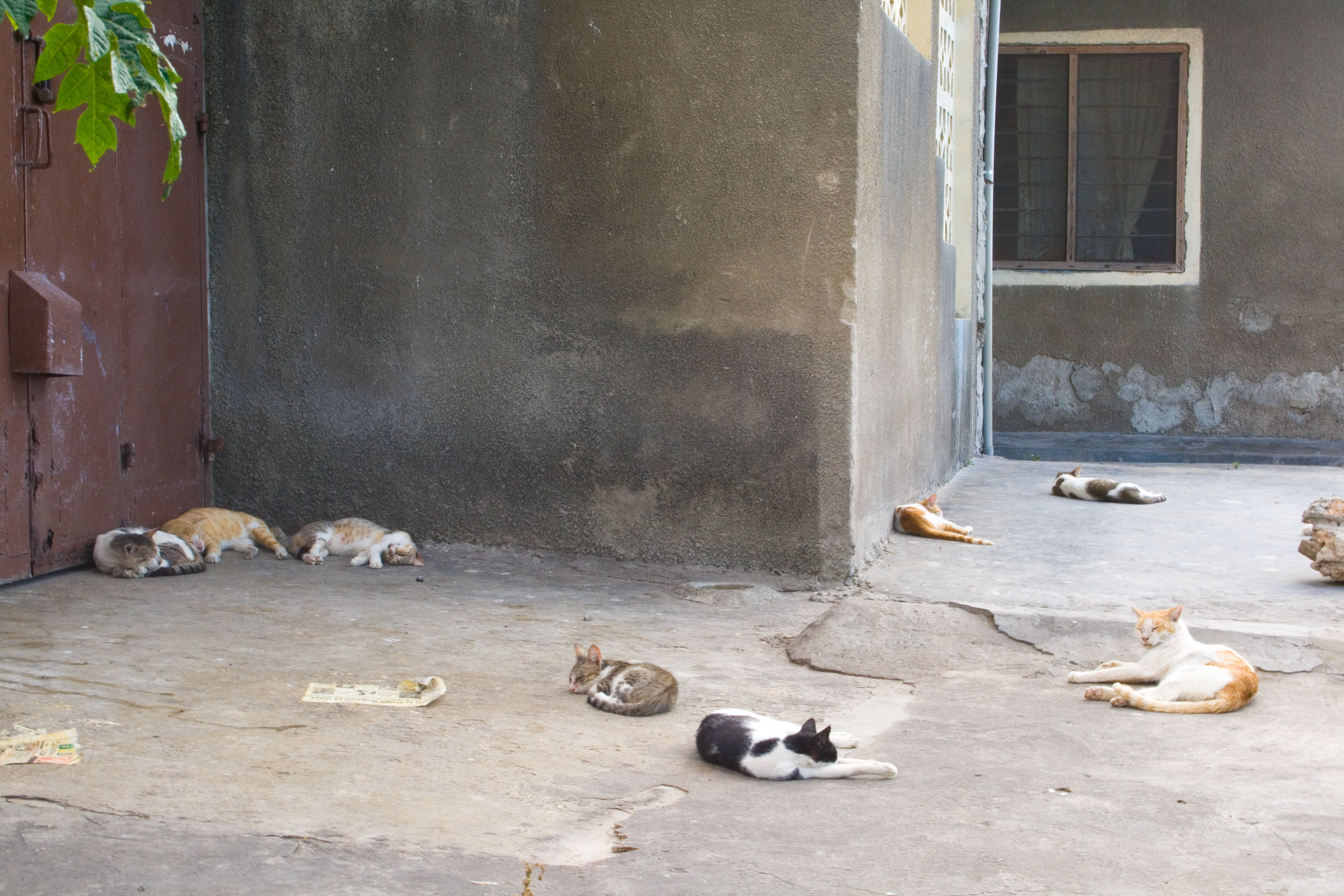
在桑給巴爾石頭城棲息的一群流浪貓

## 城区流浪猫问题
城市居民区中的流浪猫会造成環境髒亂、扰民等负面影响，人为的喂养扩大了流浪猫的规模。在同情流浪動物的人當中，大多數并没选择将流浪動物带回家喂养，而仅仅是将流浪狗猫安置在所居住小区或学校，定点喂养，因為他們所住的屋宇，不可以养動物，怕對住客造成滋擾。这种做法往往因此引发与周围邻里的冲突。有人會使用暴力行为故意虐待、杀害流浪猫，新加坡发生过从13层楼高的塔楼将猫扔下的案件，被告人被判处18个月缓刑。也有人采取投毒的方式灭杀流浪猫。
支持喂养流浪猫的人认为投喂并非有意要破坏环境，是出自爱心与同情心。有些餵養流浪動物的人會為流浪動物注射疫苗及進行絕育手術以降低衛生及無限制繁殖的問題。反对喂养流浪猫的人认为公共区域是大家的地盘，同情流浪動物的人没有资格不经周围人同意就在公共区域餵流浪動物，况且同情者大多只愿餵動物，并不对流浪動物的卫生、发情、伤人等情况负责，餵動物只是做秀，并不是真正的爱心人士。

## TNR方法
TNR方法是国际上较为通行的流浪猫救助方法，即对流浪猫施行抓捕（Trap）、绝育（Neuter）、放归（Release）。TNR方法可以人道且有效地控制流浪猫的数量、减少流浪猫的攻击性、减少发情期的扰民影响。但此举需要以最快速度做到高密度、大規模結紮，以對抗動物繁殖速度，为此需消耗大量资金人力才能起效。

## 生态影响
世界上至少有63个物种（内含40种鸟类、21种哺乳动物、2种爬行动物）的全球灭绝与猫有关。家猫 ( Felis catus ) 被國際自然保護聯盟列为世界上100种最严重的外来入侵物种之一。

### 澳大利亚
猫可能早在17世纪就已抵达澳大利亚，可考证的是欧洲定居者曾在18世纪末将它们作为宠物带出澳大利亚。19世纪，人们还故意将猫放归野外，以控制兔子和老鼠。如今，澳大利亚的野猫每年捕食约20亿只爬行动物、鸟类、青蛙和哺乳动物，以及超过10亿只无脊椎动物，被捕食的多为本地物种。野猫现已遍布澳大利亚大部分地区，并成功占领了大多数栖息地，导致25种本土中小型哺乳动物物种灭绝，并进一步威胁澳大利亚100多种其他本土物种的生存。澳大利亚因猫导致的弓蟲症等病症对牲畜生产造成的损失预估为767万至1830万澳元。澳大利亚已将野猫、流浪猫等作为入侵物种，并表示野猫与狐狸活动是当地原生物種的生物多样性减少的主要原因。
澳大利亚濒危物种恢复中心对野猫的研究项目表示，自欧洲人定居澳大利亚以来，至少有34种哺乳动物已经灭绝，而该类物种的灭绝速度远远高于世界其他任何地方，其中超过三分之二的灭绝事件是由猫科动物造成的。可能澳大利亚原生物種在其繁衍历史上未有类似猫的捕食者，因此猫对澳大利亚野生动物的历史和持续影响比任何物种都要严重得多，如鲨鱼湾附属岛屿上的條紋袋狸、古氏擬鼠等本土哺乳动物物种因野猫的引入而消失，在野猫被消灭后，它们又成功的栖息于这些岛屿上。
2015年7月15日，澳大利亚政府批准了野猫为有害动物的国家声明。澳大利亚政府为应对入侵物种影响而投资2亿多美元制订了一项的五年计划，该计划目标包含2020年解决野猫问题，为此将猎杀200万只流浪猫、新增10个无野猫保护区等方式，以扭转受威胁物种的减少趋势。同时，该计划遭到多方批评，澳大利亚迪肯大學的保育生物學家蒂姆·多尔蒂（Tim Doherty）表示，野猫确实对澳大利亚的本土物种造成了重大损失，但该扑杀计划是基于不可靠的科学。
2023年9月4日，联合国生物多样性和生态系统服务政府间科学政策平台发布外来入侵物种评估报告，表示入侵物种是澳大利亚生物多样性丧失和物种灭绝的最大推动因素。澳大利亚环境部长塔尼娅·普利贝斯克表示，野猫是该国最具侵略性的动物，估计年均杀害20亿只动物。由于对放归带来的风险有所担忧，澳大利亚大部分地区不允许使用TNR（抓捕-绝育-放归）方法来控制野猫数量，不过其在澳大利亚首都领地等地有合法实践。

### 新西兰
流浪猫在新西兰亦造成威胁，新西兰除了蝙蝠外没有本土的陆地哺乳动物，且其许多本土鸟类都在地面生活，它们原本在没有捕食者的土地上茁壮成长，但现今猫的流入造成新西兰37%的鸟类受到威胁，易受到猫的攻击。

### 美国
2013年的一项研究表示，美国野生动物面临的最大威胁源自猫，猫或是美国鸟类和哺乳动物人为死亡的最大单一来源，其中美洲知更鸟等美国本土鸟类面临的风险最大，老鼠、鼩鼱、田鼠、松鼠和兔子亦受其害，预计流浪猫和野猫每年对美国造成了1.3-40亿只鸟类和6.3-223亿只哺乳动物的死亡，此外也有一部分物种因流浪猫和散养猫而灭绝，包括爬行类、鸟类和小型哺乳类。同时，该研究具有争议，反对者表示猫确实对个别物种造成威胁，但不能将世界、国家想象成一个封闭的岛屿生态并以此对猫的生态威胁进行评估，并表示，2013年的研究存在了缺乏对实际猫科动物对被捕食种群影响的实证研究、高估猫的捕食率、统计数据不可靠、虚假研究等问题，指责撰文者对猫存在偏见、在制造恐慌。
据CBS新聞于2023年的报道，美国约有三千万至八千万只流浪猫和可能外出的六千万只宠物猫，导致美国800种本土鸟类中有三分之一濒临灭绝或大幅减少。

### 波蘭
2022年7月，波蘭科學院自然保护研究所将普通家猫的学名“Felis catus”列入了外来入侵物种数据库。该研究所出具的报告表示，家猫大约在一万年前的古代中东文明中被驯化，但该物种对欧洲来说是外来物种，且猫每年在波兰杀死大约1.4亿只鸟，建议猫主人在鸟类繁殖季节限制宠物在户外的时间。

### 中国大陸
2020年末，南京大学教授李忠秋在一席的演讲《所以总的来说，在中国，流浪猫每年捕杀的野生动物是以百亿为单位的｜李忠秋 一席第822位讲者》中表示，以家猫为源输出的流浪猫，事实上对野生动物构成了巨大威胁。其观点引发了中国大陸公众对于流浪猫生态影响的关注和热议。李忠秋团队中产生的一份研究报告则估计，中国大陸所有散养猫科动物的最小年捕食量为：无脊椎动物1.61-4.95亿只、鱼类1.61-3.58亿只、两栖类1.13-3.82亿只、爬行类1.48-4.31亿只、鸟类2.69-5.52亿只、哺乳动物3.61-9.8亿只，可能会对中国大陸的野生动物种群和生物多样性产生深远的影响。山东大学动物保护研究中心主任郭鹏认为该论文存在争议，表示李忠秋团队的问卷调查形式与问卷取样存在问题，可能导致结果的不可靠，而将捕食量等同于生态威胁违反生态学常识，无法靠捕食量判定其生态作用是积极的还是消极的。回归到中国大陸的乡村散养猫方面，郭鹏援引一线野保人员的反馈表示，散养猫或流浪猫在野生动物活跃的乡村地带没有成为野生动物的主要威胁，相反毒鼠药却是对野生鸟类形成伤害的原因之一。

## 相关立法
- 中華民國（臺灣）：2017年2月6日，「流浪動物零安樂死」政策正式上路。受法律影响，除特殊情况外，全台湾公立動物收容所被禁止撲殺犬貓[8]。

## 延伸閱讀
- Tabor, Roger, Arrow Books (1983). The Wild Life of the Domestic Cat. ISBN 0-09-931210-7
- Moors, P.J.; Atkinson, I.A.E. (1984). "Predation on seabirds by introduced animals, and factors affecting its severity.". In Status and Conservation of the World's Seabirds. Cambridge: ICBP. ISBN 0-946888-03-5.
- Nogales, Manuel et al (2004). "A review of feral cat eradication on islands". Conservation Biology. 18(2): 310-319.  （页面存档备份，存于）
- Risbey, Danielle A. ; Calver, Michael C. ; Short, Jeff ; Bradley J. Stuart and Ian W. Wright (2005) The impact of cats and foxes on the small vertebrate fauna of Heirisson Prong, Western Australia. II. A field experiment " Wildlife Research 27(3): 223-235 abstract （页面存档备份，存于）
- Robley, A., Reddiex, B., Arthur T., Pech R., and Forsyth, D., (2004). "Interactions between feral cats, foxes, native carnivores, and rabbits in Australia". Arthur Rylah Institute for Environmental Research, Department of Sustainability and Environment, Melbourne.
- Abbot, I. (2002) "Origin and spread of the cat, Felis catus, on mainland Australia, with a discussion of the magnitude of its early impact on native fauna" Wildlife Research 29(1): 51-74 abstract （页面存档备份，存于）
- Dickman, C. (1996) "Overview of the Impact of Feral Cats on Australian Fauna" Australian Nature Conservation Agency ISBN 0-642-21379-8 whole text （页面存档备份，存于）
- 鄺浩然，黃柏棋‧《流浪貓的故事—動物義工訪談集》‧匯城文化有限公司，龍耳設計‧2012 全文 （页面存档备份，存于）

## 外部連結
- Original Cat Action Trust （页面存档备份，存于）
- Feral cats （页面存档备份，存于） (BBC)
- Animals Australia: Feral Cat bibliography
- Feral cats (The Wildlife Society)
- (Feral cats in Portsmouth Naval Yard)
- Alley Cat Allies (U.S.) （页面存档备份，存于）